# Финаев, Алексей Петрович
Алексей Петрович Финаев (1904, село Калиновка, Нижне-Ломовский уезд, Пензенская губерния — неизвестно, Джамбулская область, Казахская ССР) — старший зоотехник каракулеводческого совхоза «Таласский» Министерства совхозов СССР, Таласский район Джамбулской области, Казахская ССР. Герой Социалистического Труда (1949).

## Биография
Родился в 1904 году в семье лесничего в селе Калиновка Нижне-Ломовского уезда. Окончил местную начальную школу. С 1922 года трудился разнорабочим на железной дороге. С 1926 года служил в Красной Армии. С 1929 года — студент сельскохозяйственного факультета Узбекского государственного университета, по окончании которого в 1931 году трудился зоотехником в различных сельскохозяйственных предприятиях Узбекской ССР. С июня 1941 года участвовал в Великой Отечественной войне. Воевал старшим пекарем в составе 176-го батальона аэродромного обслуживания 17-го района базирования 15-й воздушной Армии.
После демобилизации отправился в Казахскую ССР, где трудился зоотехником в совхозе «Таласский» Джамбулской области, директором которого с 1950 года был Шарафий Губашевич Губашев (преемник — Абдыр Сагинтаев (1957—1985)). Вместе с другими совхозными специалистами по зоотехнике занимался селекционно-племенной работой по улучшению породности овец, дающих чёрный каракуль.
Благодаря его деятельности совхоз вышел из отстающих в передовых овцеводческие хозяйства Джамбулской области. В 1946 году выделил группу племенных овец с хорошим качеством шерсти. На каждой совхозной ферме велась селекционная учёба с чабанами. Благодаря его деятельности поголовье совхозной отары с 7 тысяч голов в 1946 году возросло до 9 тысяч голов в 1948 году и до 11 тысяч в 1949 году. Процентный уровень смушек первого сорта в выделенной селекционной группе овец возрос в 1947 году до 75 % при общем проценте в совхозе 60,2 %, в 1948 году — 85,9 % при общем совхозном уровне 69,3 %. В 1948 году в совхозную племенную книгу было занесено 232 овец, в 1949 году — 450 овец и 20 баранов. В 1949 году чабаны, принимавшие участие в селекционной работе, получили от каждой сотни овцематок более 122 ягнят, что превысило план на 23 %. В 1948 году была получена прибыль в 950 тысяч рублей и в 1949 году — более одного миллиона рублей.
В 1948 году совхоз вырастил в среднем по 108 ягнят от каждой сотни овцематок от общего числа голов на начало года в 3042 маток. Было получено 86 % смушек первого сорта. Указом Президиума Верховного Совета СССР от 1 декабря 1949 года удостоен звания Героя Социалистического Труда за «получение высокой продуктивности в животноводстве в 1948 году» с вручением ордена Ленина и золотой медали «Серп и Молот» (№ 4961).
Этим же указом званием Героя Социалистического Труда были награждены труженики совхоза «Таласский» управляющий совхозной фермой Абдыр Сагинтаев, старший ветеринарный врач Шарафий Губашевич Губашев, старшие чабаны Дюсембек Айдыбеков, Иманбек Амангельдиев, Аблямат Джуманбаев, Айтете Омаров, Касым Самбетов, Айтпай Шинасылов и Ештайбек Шомышбаев.
С 1959 года — зоотехник-селекционер овцеводческий совхоза имени Джамбула Джамбулской области.
После выхода на пенсию проживал в Джамбулской области. Дата смерти не установлена.
Награды
- Герой Социалистического Труда
- Орден Ленина
- Медаль «За боевые заслуги» (23.02.1945)